# Daisuke Sakata
Daisuke Sakata (jap. 坂田大輔 Sakata Daisuke; ur. 16 stycznia 1983 w Jokohamie) – piłkarz japoński grający na pozycji napastnika. Mierzy 174 cm wzrostu.

## Kariera klubowa
Zaczynał przygodę z piłką nożną w młodzieżowym zespole Yokohama Flügels, stał się zawodnikiem Yokohama F. Marinos po połączeniu obu klubów. W 2001 roku trafił do kadry pierwszego zespołu, a swój debiut w pierwszej lidze japońskiej zanotował 16 czerwca 2001 roku w przegranym 0:2 meczu z F.C. Tokyo na International Stadium Yokohama. W 2003 i 2004 roku wywalczył dwa mistrzostwa Japonii. Wystąpił już w 200 spotkaniach ligowych, strzelając 39 bramek.

## Kariera reprezentacyjna
Największe sukcesy odniósł w młodzieżowych zespołach. W 2002 roku znalazł się w kadrze na Młodzieżowych Mistrzostwa Azji U-19 w Katarze, gdzie ze swoim zespołem doszedł do finału, tam po dogrywce przegrali z Koreą Południową 0:1. Zajmując 2. miejsce w Katarze zagwarantowali sobie udział w mistrzostwach świata U-20 w piłce nożnej 2003 w Zjednoczonych Emiratów Arabskich. Na tych mistrzostwach zdobył 4 bramki w turnieju, w tym zwycięską przeciwko Anglii w fazie grupowej i stał się jednym z najlepszych strzelców wraz z Fernando Cavenaghim (Argentyna), Dudu Cearense (Brazylia) i Eddiem Johnsonem (USA). W ćwierćfinale przegrali z Brazylią 1:5.
Międzynarodowy debiut w pierwszej kadrze Japonii zaliczył 9 sierpnia 2006 w towarzyskim meczu z Trynidadem i Tobago na Stadionie Olimpijskim w Tokio.

## Osiągnięcia
- Mistrzostwo kraju: 2003, 2004
- Młodzieżowe Mistrzostwa Świata w Piłce Nożnej 2003 – król strzelców